# Czaplinek (województwo mazowieckie)
Czaplinek – wieś sołecka w Polsce położona w województwie mazowieckim, w powiecie piaseczyńskim, w gminie Góra Kalwaria.
| SIMC    | Nazwa   | Rodzaj     |
| ------- | ------- | ---------- |
| 0001672 | Zalesie | przysiółek |

Wieś szlachecka Czaplino Minor położona była w drugiej połowie XVI wieku w powiecie czerskim  ziemi czerskiej województwa mazowieckiego. W latach 1975–1998 miejscowość administracyjnie należała do województwa warszawskiego.
Przez miejscowość przepływa rzeka Czarna, lewobrzeżny dopływ Wisły oraz przebiega droga krajowa nr 50.